# Стела Бентреш
Стела Бентреш или Стела Бахтана — древнеегипетская стела с текстом, рассказывающим историю Бентреш, дочери принца Бахтана.

## История создания стелы
Новое царство Древнего Египта (1550—1069 годы до н. э.) рассматривалось потомками как исключительный период их истории. В особенности долгое правление Рамсеса II (1279—1213 годы до н. э.), которое в нестабильное время Третьего переходного периода (1075—664 годы до н. э.) прямо ассоциировалось с расцветом прошлого, золотым веком Египта.
В этом контексте около 1000 года до н. э. создаётся стела Бахтана, целиком написанная от имени Рамсеса II, жившего за три столетия до того. Она рассказывает историю Хеттского царя Хаттусили III, принца Бахтана, жившего во времена Нового царства. После серии хеттско-египетских сражений, не принесших ни одной из сторон решительной победы, между двумя странами было подписано мирное соглашение, и Хаттусили III официально стал союзником Рамсеса II. В знак мира Рамсес II взял в жёны дочь Хаттусили III — таким образом, Бентреш была сестрой жены египетского фараона.

## Содержание документа

### Изображение
Рамсес II, подписанный на стеле своими именами в двух картушах, изображён в традиционном королевском головном уборе Нового Царства. Он приносит дары богу Хонсу, который находится в лодке справа от него, это ритуальная лодка Хонсу как одного из богов Фиванской триады. Слева — жрец овевает благовониями вторую лодку бога, на это раз его ритуальную лодку «бога, изгоняющего бродячих демонов».

### Текст документа
В документе представлена история принцессы Бентреш. Однажды фараон находился в Фивах, поднося дары своему отцу Амон Ра. К нему приходит хеттский посланник с сообщением, что Бентреш, сестра жены фараона, тяжело больна. Её отец, принц Бахтана, просит у фараона немедленной медицинской помощи.
Египетские врачи пользовались известностью в древнем мире, их почитали как за знания собственно медицины, так и за приписываемые им магические способности. В Лувре хранится множество документов, подтверждающих смешение этих двух понятий в Древнем Египте, например папирус E 32847.
Рамсес II посылает учёного Джехутихотепа (фр. Djéhoutyhotep), но тот бессилен помочь принцессе, так как та находится под влиянием сильных демонов. Тогда фараон решается на серьёзные меры, он посылает хеттскому правителю статую бога Хонсу, изгоняющего бродячих демонов. После долгого путешествия статуя прибывает к больной принцессе, где бог Хонсу договаривается со вселившимся в Бентреш демоном: после устроенного в честь демона праздника, он вернётся туда, откуда пришёл. Справившись с первым испугом, принц Бахтана принимает соглашение. В течение целого дня он празднует вместе со всеми присутствующими, после чего состояние Бентреш немедленно улучшается.
Под впечатлением от полученного результата, принц решает оставить у себя статую столь мощного бога. Но спустя 3 года, 4 месяца и 5 дней, принцу Бахтана приснился сон, в котором бог, в виде золотого коршуна, поднял его в небо и понёс в направлении Египта. Проснувшись, принц интерпретировал этот сон как предупреждение богов и немедленно отослал статую Египетскому фараону, сопроводив её богатыми подарками.

## Интерпретация стелы
Стела является исторической подделкой — текст однозначно позиционируется как созданный на несколько веков раньше его реальной даты создания. При этом, в отличие от современных фальсификаторов, авторы не утруждают себя поисками правдоподобности: они не соблюдают стиль Рамсеса II ни в изображении приношения богу, но в форме иероглифов, изменившихся за отделяющие фальсификаторов от Рамсеса II столетия. Более того, сам топоним «Бахтан» является откровенным анахронизмом — речь идёт о царстве Хиттитов, называвшемся во времена Рамсеса II «Хетой» (фр. Khéta). «Бахтан» (фр. Bakhtan) — более современная фонетическая транскрипция этого названия. При том, что эта информация была известна во время создания стелы Бентреш: надписи эпохи Рамсеса II существовали повсеместно и могли быть легко прочитаны авторами подделки и их современниками.
В качестве возможной цели создания стелы историки Лувра приводят желание жрецов Хонсу получить дополнительное финансирование от центральной власти. Выдуманная ими история одновременно восхваляет бога, которому они служат, а также содержит достаточно подробный перечень подарков храму, отправленных принцем Бахтана Рамсесу II, и которые фараон оставил храму. Подобный прецедент мог способствовать получению новых подарков храмом со стороны египетских фараонов.